# داني شيلي
داني شيلي (بالإنجليزية: Danny Shelley)‏ (28 ديسمبر 1990 في المملكة المتحدة - ) هو لاعب كرة قدم بريطاني في مركز الوسط. لعب مع نادي كرو ألكساندرا وليك تاون ‏.

## وصلات خارجية
- داني شيلي على موقع قاعدة بيانات كرة القدم.إي يو (الإنجليزية)
- داني شيلي على موقع Soccerbase.com (لاعب) (الإنجليزية)